# Nahegau

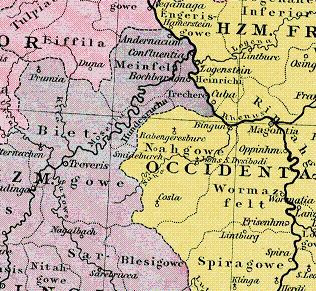
Il Nahegau ("Nahgowe") accanto all'Hundesrucha, 1000 circa.

Il Nahegau era una contea medievale, che copriva i dintorni della Nahe e gran parte dell'attuale Assia Renana, dopo un'espansione riuscita dello stretto territorio, che non raggiungeva il Reno, a svantaggio del Wormsgau. In questa espansione vennero incluse Ingelheim nel 937, Spiesheim nel 960, Saulheim nel 973 e Flonheim nel 996, fino a quando, dopo la fine dell'espansione, il fiume Selz non fissò il confine meridionale e il confine con Wormsgau.
Il Nahegau era tra i possedimenti centrali della dinastia salica, alla quale dalla metà dell'XI secolo si succedettero gli Emichonidi. La dinastia degli Emichonidi si divise poi nei conti di Veldenz, dei Waldgrave e dei Raugraves. Forse anche i conti di Leiningen discendevano dagli Emichonidi.

## Conti
I conti a Nahegau furono:
1. Guarniero († probabilmente nel 920), conte a Nahegau, Speyergau e Wormsgau c. 890/910, sposò una donna dal nome sconosciuto dinastia dei Corradinidi oppure Hicha (ca. 905 - 950), figlia del duca di Svevia Burcardo II della dinastia degli Hunfridingi e di sua moglie Regilinde di Zurigo;
2. Corrado il Rosso († 955), figlio di Guarniero, conte a Nahegau, Speyergau, Wormsgau e Niddagau, conte in Franconia, duca di Lorena, sposò attorno al 947 Liutgarda di Sassonia (nata nel 931 - † 953) figlia del re Ottone I della dinastia Liudolfingia;
3. Ottone di Worms († 1004), figlio di Corrado, conte di Nahegau, Speyergau, Wormsgau, Elsenzgau, Kraichgau, Enzgau, Pfinzgau e Ufgau, duca di Carinzia;
4. Corrado II il Giovane (nato probabilmente nel 1003 - † 1039) nipote di Ottone di Worms, conte di Nahegau, Speyergau e Wormsgau, duca di Carinzia dal 1036 alla morte;
5. Emicho VI (1076-1123 o secondo altre fonti 1086-1113), noto anche come Emicho il Crociato. Fu conte di Kyrburg, Schmidburg e Flonheim. Il suo primo figlio fu il Wildgraf Emicho I (1103-1135), un altro figlio fu il primo conte di Veldenz Gerlach I (1112-1146).